# Сакколонго
Сакколонго, Сакколонґо (італ. Saccolongo, вен. Sacołongo) — муніципалітет в Італії, у регіоні Венето, провінція Падуя.
Сакколонго розташоване на відстані близько 400 км на північ від Рима, 50 км на захід від Венеції, 10 км на захід від Падуї.
Населення — 4959 осіб (2014).
Щорічний фестиваль відбувається 15 серпня. Покровителька — Богородиця Небовзята.

## Демографія
Населення за роками:

Станом на 1 січня 2023 року в муніципалітеті офіційно проживав 241 іноземець з 28 країн, серед них 110 громадян країн Євросоюзу та 4 громадяни України.

## Сусідні муніципалітети
- Черварезе-Санта-Кроче
- Местрино
- Рубано
- Сельваццано-Дентро
- Теоло
- Веджано